# سارا برنر
سارا برنر (انگلیسی: Sara Berner؛ ۱۲ ژانویهٔ ۱۹۱۲ – ۱۹ دسامبر ۱۹۶۹) یک هنرپیشه اهل ایالات متحده آمریکا بود.